# 다도쓰역
다도쓰역(일본어: 多度津駅 타도츠에키[*])은 일본 가가와현 나카타도군 다도쓰정에 있는 철도역이다.

## 타는 곳
| 1·2 | ■ 요산선                     | 마루가메·우타즈·사카이데·다카마쓰 방면               |
| 1·2 | ■ 세토 대교 선(우노 선) 방면 | 마루가메·우타즈·고지마·자야마치·오카야마 방면        |
| 3·4 | ■ 요산 선                    | 다쿠마·간온지·이요사이조·마쓰야마·우와지마 방면      |
| 3·4 | ■ 도산 선                    | 젠쓰지·고토히라·아와이케다·고치·나카무라·스쿠모 방면 |

## 역세권 정보
- 다도쓰 정청(町廳)
- 다도쓰 공장
- 다도쓰 항

## 역사
- 1889년 5월 23일: 영업 개시.
- 1906년 12월 1일: 국유화.
- 1987년 4월 1일: 시코쿠 여객철도에 이관.

## 사진

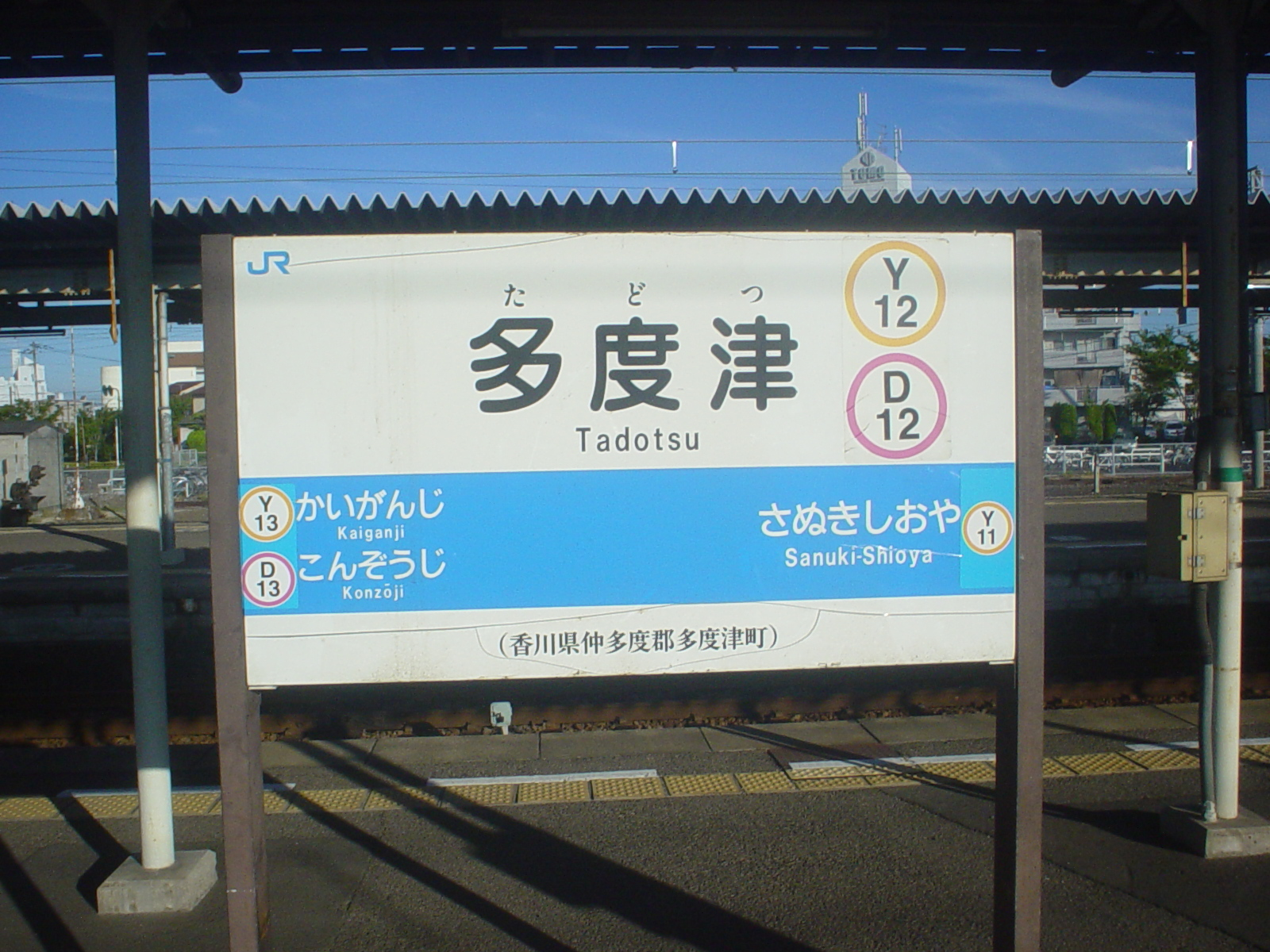
역명판(2007년 8월 12일)

## 인접역
| 시코쿠 여객철도 ■ 요산 선       | 시코쿠 여객철도 ■ 요산 선 | 시코쿠 여객철도 ■ 요산 선   |
| ------------------------------- | ------------------------- | --------------------------- |
| Y 11 사누키시오야 다카마쓰 방면 |                           | 가이간지 Y 13 마쓰야마 방면 |
| 시코쿠 여객철도 ■ 도산 선       |                           |                             |
| 시·종착역                       |                           | 곤조지 D 13 고치 방면       |